# Coretta Scott King
Coretta Scott King (27. travnja 1927. u Marionu u Alabami; † 30. siječnja 2006. u Rosaritu u Meksiku) bila je američka aktivistica za građanska prava i supruga Martina Luthera Kinga.

## Život
Scott je odrasla na farmi svojih roditelja Obadiah i Bernice McMurry Scott u Alabami. Još kao djevojčica morala je pomoći u branju pamuka zbog ekonomskih prilika. Sjedinjenim Američkim Državama vladala je Velika depresija 1930-ih, a zemlja se polako oporavljala. Završila je Lincoln Normal School u Marionu 1945. godine kao najbolja učenica u razredu. Glazbu je studirala na Antioch koledžu u Yellow Springsu u državi Ohio. Osim pjevanja, posvetila se violini i klaviru. Zatim se preselila u Boston, Massachusetts. Udala se 18. lipnja 1953. za baptističkog pastora Martina Luthera Kinga, kojeg je upoznala tijekom studija. Vjenčali su se u Corettinoj kući iz djetinjstva u Marionu.
Scott je podržavala supruga u radu. Sudjelovala je u protestnim marševima i također ga predstavljala u govorima. Održavala je i koncerte za građanska prava. Na 30. siječnja 1956. godine, ona i njezina najstarija kćer su za dlaku izbjegle smrt kada je obiteljska kuća bombardirana (Martin Luther King istodobno je održao govor). Četiri dana nakon atentata na Martina Luthera Kinga 1. siječnja travnju 1968. u Memphisu je vodila demonstracije u gradu od 35.000 ljudi.
Cijeli je život radila na očuvanju uspomena na ubijenog supruga. Napisala je dvije knjige o vremenu s Kingom i pokretom za građanska prava. U 1999. godini ona i njezina obitelj pobijedile su u parnici kojom su dokazale da Kingov ubojica nije usamljeni počinitelj, već da je Kingovo ubojstvo zavjera.
1980-ih jedno od žarišta njezinog političkog djelovanja je bila borba protiv apartheida. Sudjelovala je u nekoliko protesta u Washingtonu, DC, a i sama je putovala u Južnu Afriku 1986. godine, gdje je upoznala Winnieja Mandelu. Nelson Mandela je bio politički zatvorenik od 1964. godine zatvoren na otoku Robben. Nakon povratka pozvala je Ronalda Reagana,američkog predsjednika (1981. – 1989.), da uvede sankcije Južnoj Africi.
Dobila je počasne diplome u nekoliko institucija, uključujući sveučilište Princeton i Bates College. Bila je član Alpha Kappa Alpha, poznatog afroameričkog sestrinstva.
16. kolovoza 2005. je preživila moždani udar i lakši srčani udar, od kojih se polako oporavljala. U večeri 30. siječnja 2006. umrla je u snu u rehabilitacijskom centru na plaži Rosarito u Meksiku. Pokopana je uz supruga u King Centeru u Atlanti. King i Scott iza sebe ostavili četvero djece:
- Yolanda King (* 17. studenoga 1955. u Montgomeryju u Alabami; † 15. svibnja 2007. u Santa Monici, Kalifornija)
- Martin Luther King III (* 23. listopada 1957. u Montgomeryju u Alabami)
- Dexter Scott King (* 30. siječnja 1961. u Atlanti, Georgia)
- Bernice Albertine King (* 28. ožujka 1963. u Atlanti, Georgia)

## Nagrade
- 1969. : Nagrada Antonio Feltrinelli
- od 1970. Američko knjižničarsko udruženje dodjeljuje nagradu Coretta Scott King afroameričkim književnicima i ilustratorima
- 1983. : Nagrada za četiri slobode, u kategoriji vjerske slobode[1]
- 2004. : Gandhijeva nagrada za mir indijske vlade
- 2004. : Zlatna medalja časti Kongresa
- Počasni doktorat Sveučilište Princeton, Sveučilište Duke, Bates College

## Publikacije
- Coretta Scott King: Moj život s Martinom Lutherom Kingom. Mohn, Gütersloh 1985., ISBN 3-579-03643-2 .
- Laura T. McCarty: Coretta Scott King. Životopis. Greenwood Press, Westport CT i sur. 2009., ISBN 978-0-313-34981-2 .
- Vivian Octavian: Coretta. Priča o Coretti Scott King. Quell-Verlag, Stuttgart 1971., ISBN 3-7918-1018-9 .
- Lisa Renee Rhodes: Coretta Scott King. Aktivistkinja za građanska prava. Izdavačka kuća Chelsea, Philadelphia PA 2005., ISBN 0-7910-8251-2 ( Crni Amerikanci postignuća ).

## Vanjske poveznice
- Bibliografija Corette Scott King i o njoj
- "Udovičino nasljeđe", Christoph von Marschall, Der Tagesspiegel online, 2. veljače 2006.
- "Coretta Scott King, ikona za građanska prava, umire u 78. godini", Peter Appelbome, The New York Times, 2006. s galerijom slika i dijapozitivima  Arhivirana inačica izvorne stranice od 5. lipnja 2016. (Wayback Machine)
- Funeral Image Gallery, USA Today, 1. veljače 2006.
- "Zavjera protiv Martina Luthera Kinga"  Arhivirana inačica izvorne stranice od 24. ožujka 2021. (Wayback Machine), Peter De Thier, Berliner Zeitung online, 10. prosinca 1999.
- "Obitelj Martina Luthera Kinga želi ponovno otvoriti slučaj ubojstva 1968.", Die Zeit online, 1997, br. 16